# Platycoelia gaujoni
Platycoelia gaujoni är en skalbaggsart som beskrevs av Ohaus 1904. Platycoelia gaujoni ingår i släktet Platycoelia och familjen Rutelidae. Inga underarter finns listade i Catalogue of Life.